# Jack fără sandale
Jack fără sandale este al douăzeci și șaselea episod al serialului de desene animate Samurai Jack.

## Subiect
Pe malul unui pârâu, Jack se descalță și își înmoaie picioarele ostenite în apa zglobie. Pentru că îl supără Soarele, își împletește o pălărie din paie, amintindu-și cum îi împletea mama când era mic. Dar nu apucă să se odihnească bine, că trei motocicliști robotici îi tulbură liniștea, gonind spre el cu mare huruit. Jack se ferește, dar motocicliștii trec chiar peste sandalele lui, rupându-i-le.
Supărat, Jack o ia la goană pe urma motocicliștilor, care intraseră într-un oraș din apropiere și distrugeau tot ce le ieșea în cale. Când un comerciant de încălțăminte îi admonestează pentru că îi spărseseră geamul magazinului, motocicliștii se pregătesc să-i facă felul. Dar atunci apare Jack și se luptă cu ei. Desculț, Jack are de suferit: îl doare când lovește metalul cu piciorul gol, se frige când aterizează pe o țeavă încinsă, se rănește când calcă pe cioburile împrăștiate pe jos. Motocicliștii râd de el și pleacă.
Pentru că îl salvase, comerciantul îi pune la dispoziție diverse perechi de încălțări, care mai de care mai ciudate, pentru a-i putea pune la punct pe infractori, dar Jack eșuează de fiecare dată, căci toate se dovedesc rând pe rând nefuncționale.
Deodată, vede la un copil niște sandale exact ca ale lui. Îl urmărește și ajunge la un atelier de motoare cu reacție, unde maistrul, un moșuleț, îl recunoaște și îl poftește la cină. Casa acestuia îmbină tradiționalul cu modernul și îl impresionează plăcut pe Jack. Toată familia îl admiră, căci poveștile despre aventurile lui îi fermecaseră pe toți. După masă, moșulețul îi confecționează o pereche de sandale, iar Jack îi dă în schimb pălăria sa.
Jack se repede asupra motocicliștilor, care de data asta nu mai au nicio șansă.